# Adolphe Vautier
Pour les articles homonymes, voir Vautier.
Ne pas confondre avec Adolphe Vautier né à Saint-Lô en 1865 et mort à Cherbourg en 1927.
Adolphe Vautier, né le 18 juin 1858 à Carouge et mort le 22 août 1914 à Plainpalais (aujourd'hui commune de Genève), est un entrepreneur et une personnalité politique suisse, membre du parti radical-démocratique. 

## Biographie
Fils de Moïse Vautier, il suit des études commerciales à Genève ainsi qu'en Suisse alémanique. Il reprend la direction de la fabrique de limes fondée par son grand-père. En 1891, il épouse Joséphine Sidonie Saint Martin. 
De 1882 à 1902 il est conseiller municipal (législatif) de Carouge. Il devient député au Grand Conseil genevois une première fois de 1895 à 1901 puis une seconde fois de 1910 à 1913. Il est Conseiller d'État du canton de Genève à partir de 1909 pour la Justice et la police, puis à partir de 1912 jusqu'à sa mort pour l'Intérieur et l'agriculture. Il a supprimé la prison de l’Évêché et fait transférer les détenus vers les pénitenciers de Thorberg et Witzwil. Il a été le premier chef du corps des sauveteurs auxiliaires fondé en 1893 à Carouge. 